# A.O.Z Re-Boot ガンダム・インレ-くろうさぎのみた夢-
『A.O.Z Re-Boot ガンダム・インレ-くろうさぎのみた夢-』（アドバンス オブ ゼータ リブート ガンダム・インレ くろうさぎのみたゆめ）は矢立肇、富野由悠季原作、藤岡建機画による漫画作品。『電撃ホビーウェブ』で連載中。

## 概要
サンライズと『電撃ホビーマガジン』（のちに『電撃ホビーウェブ』）による、『機動戦士Ζガンダム』の公式外伝（『電撃ホビーウェブ』および単行本各巻の帯に記載）。第1弾『ティターンズの旗のもとに』と第2弾『刻に抗いし者』に続く『ADVANCE OF Ζ』シリーズの第3弾に当たる。
第1弾と第2弾は時代背景を除きほとんど関連性はなかったが、本作の作者である藤岡は第1弾のメカニックデザインを担当しており、また本作は第1弾の終盤に登場したモビルスーツ、ガンダムTR-6が物語の鍵になっている。なお、本作は第1弾のその後の時代を描いているが、登場キャラクターについては関連性がない。
ウェブコミックとして不定期に連載。時系列が目まぐるしく前後し、その境界もほとんど明確にされていない。単行本化に当たっては、新たに連載されたこれまでの前日譚に当たる「第2章 双極のアルカディア2-1」から「同2-3」に加筆した「序章 紅蓮の航路」がまず第1巻に収録された（これについては時系列がほぼ一定している）。その後「紅蓮の航路」は第4巻の後半と第5巻に掲載され完結、いずれも単行本発行直前にウェブ掲載された。
第2巻以降では、それ以前に連載されていたエピソードが一部加筆修正され、順序を変更されて（時系列が整理されたわけではない）収録された。第6巻は「火星編」の完結編として新規に書き下ろされ、前半のみ発行日からウェブ掲載された。

## A.O.Z Re-Boot
本作に先駆けて、『電撃ホビーマガジン』2014年1月号から連載された企画。『ティターンズの旗のもとに』や本作に登場したメカニックの設定を、藤岡の描き下ろしによるイラストとともに再整理してゆく。
第4回で公式外伝の「再起動」を公表、本作のあらすじと初期設定が掲載され、第5回では初期プロットによる見開きの漫画も掲載された。『電撃ホビーマガジン』の休刊後は『電撃ホビーウェブ』に移り、不定期に連載中。

## 火星前史
スペース・コロニーの建設と時を同じくして、人類はアステロイド・ベルトや木星、火星にまで進出、火星都市が建設される。コロニーへの宇宙移民開始をもって宇宙世紀へと移行、火星都市もサイドA「アルカディア」へと発展するが、地球圏の開発と発展により忘れられていく。
火星への移民者は生活環境の向上を目指し、開拓のためにさまざまな手段を模索する。火星極地の地底に存在する氷河を溶かして水を生み、大気をも生成してテラフォーミングをおこなうという壮大な計画とともに、地中の希少物質の採掘や、オリンポス火山の熱エネルギーを利用した発電計画もこころみられる。
アルカディアは、地球に居場所がなくなった者たちが最後にたどり着く土地となり、地球連邦政府および連邦軍の手が届かない一種の独立自治国となっていく。宇宙世紀0079年の一年戦争終結後、ジオン軍残党組織のうちキシリア・ザビ派は火星へと落ち延び、アルカディアを制圧。以降ジオンマーズを名乗り、アクシズと連携をとりながら火星プラントの生産力による強大な軍事力をもって火星を実効支配する。
一方で、0083年のデラーズ紛争終結後、オメガ率いるギレン・ザビ派の残党は火星に移ってレジオンを名乗り、ジオンマーズに対して火星の覇権を巡ってゲリラ活動をおこなう。
0088年2月のグリプス戦役終結後、アクシズと合流したティターンズ残党のうちトリスタン率いる一大派閥（「トライステラー」とも呼ばれる）はTR計画機を持ち出して火星へと落ち延びる。ジオンの後継者を名乗るアリシア・ザビは、ティターンズ残党を率いて劣勢にあったレジオンに参入、「インレの翼」の投入によってジオンマーズは壊滅状態に陥り、アリシアはレジオン建国を宣言する。
ジオンマーズの圧政に苦しんでいたアルカディアの市民は、レジオン新政権を快く受け入れる。アリシアは火星統治の礎として、かつてジオン・ズム・ダイクンが唱えた新人類思想を継承し、その思想は地球から遠く離れた火星の住民にも強く響いたという。
レジオンは旧ジオン系の軍事技術を徹底的に排除し、同時に火星プラントでTR計画機をはじめとするティターンズ製MSを再生産する。ガンダムTR-6の配備によって、TR計画が想定していた組織的な運用による防衛体制を整えることに成功する。また、一般兵士用にはおもに鹵獲したハイザックやバーザムを配備・再生産している。これは、レジオンはジオン残党組織ではなく、火星で新たに生まれ変わった組織であるというアリシアの考えによるものであり、それゆえ旧ジオン系の兵器はレジオンに相応しくなく、モノアイをもつティターンズ製MSはジオンを起源とする技術が本来の持ち主のもとに戻ったものと見なされ、積極的に導入されている。
本作は、これ以降の火星を舞台としている。

## あらすじ
宇宙世紀0089年、地球から数十万人の移民を乗せた輸送船団が火星に到着する。それに随伴していたのは、第一次ネオ・ジオン抗争でアクシズのネオ・ジオン軍に加勢するためにジオンマーズから派遣されていたチェスター宇宙艦隊と、ネオ・ジオン残党であった。しかし、彼らがいない間に火星はレジオンに支配されていた。
艦隊はレジオンの検閲部隊を全滅させ、戦いの火蓋を切る。火星降下作戦を開始する艦隊を迎え撃つため、衛星フォボスの宇宙港からグロリア・ザビが搭乗するガンダムTR-6［クインリィ］が出撃。単騎で圧倒的な力を見せつけ、巨大MA ビグ・ザムールをも押し返すが、切り札であるPG部隊のフェンリス・ヴォルフ小隊の攻撃によりクインリィは破壊される。しかしコアであるガンダムTR-6［ウーンドウォート］は無事であり、残されたパーツで新たな装備に換装して小隊に反撃、全滅させる。
グロリアは敵艦隊に追い付き降伏を勧告する。ネオ・ジオン残党はこれを受け入れるが、チェスター艦隊は無視して火星への降下を続行し、監視衛星「エレノア」の一撃によって全滅。唯一生き残った首謀者のチェスターJr.はレジオン政府によって裁きを受けることとなる。
2年後の0091年10月、レジオン建国後にみずからの兵器を奪われ、アルカディアに潜伏していたティターンズ残党は、ジオンマーズと結託して反乱軍を結成し「インレの翼」奪回作戦、通称「輝ける星」作戦を発動する。火星の重要拠点5箇所（オリンポス火山レジオン基地、アルカディア、閉鎖中のフォボス宇宙港、工業プラント、氷河地下インレ建造秘密基地）のうち、フォボス宇宙港を除く4箇所に対してほぼ同時に襲撃を開始する。

## 用語
インレの翼
ガンダムTR-6［インレ］の上半身を構成するガンダムTR-6［ファイバーII］を指す。しかし、単に「インレ」や「ガンダム・インレ」と呼ばれることが多い。本記事では「インレの翼」で統一する。
アリス親衛隊
アリシア・ザビのクローン強化人間6名で構成され、ガンダムTR-6［キハールII］に搭乗する。クローンの特性を活かして、各機を同調させての攻撃をおこなう。肉体も強化されており、華奢な身体でMSのコックピット・ハッチをこじ開けるほどの怪力をもつ。なお、アリシアのクローンはほかにも多数、レジオン本拠地（フレッド曰く「アリシアの繭」）内部でコールドスリープ状態に置かれている。
エレノア（監視衛星）
ファイバーIIの主兵装であるビグウィグ・キャノンIIを転用した強力なビーム砲（エレノア砲）をもつ、火星の監視衛星。「オメガ逃亡事件」以降、火星での飛行はアリシアとアリス親衛隊以外は禁止されており（さらにキハールIIは宇宙用ではないため、実質的に宇宙に出られるのはアリシアのみ）、禁を破って飛行すれば本衛星により狙撃される。MSによるジャンプも禁止されている。同名の少女が生体ユニットとなり、操っている。
うさぎ狩り
レジオンの刑罰のひとつ。罪人をMSに乗せ、アリシアおよびアリス親衛隊の攻撃から30分逃げ切れば無罪放免とされる。ただし、前述の通り罪人側のMSは飛行およびジャンプができないため、事実上の「見せしめ」である。
SSD
「スターシップダウン (Star Ship Down)」の略。エゥーゴの拠点のひとつで、地球の衛星軌道上に位置する基地。宇宙ステーションと小惑星が結合した形となっている。ティターンズが複数のインレを地球上のあらゆる場所へ瞬時に発進・展開できる専用の宇宙駐機ステーションとして極秘裏に建設していたが、グリプス戦役終結後に接収される。インレの下半身を構成するガンダムTR-6［ダンディライアンII］を保有し、研究をおこなう。火星にも届くラジオ放送を発信している。
ブラックヘアーズ (BLACK HARES)
「A.O.Z Re-Boot Special issue」に登場（『くろうさぎのみた夢』に直接は未登場だが関連あり）。ティターンズ内の特殊チームで、ジャミトフ・ハイマン大将直属で極秘任務をおこなう秘密部隊。部隊名は「黒い野ウサギたち」を意味し、ティターンズ・カラーをさらに強調するかのような漆黒を部隊カラーとし、所属部隊を偽装するためにT3部隊のマーキングがほどこされている。特殊任務を遂行するために新兵器が優先的に配備され、作戦で得られた各種運用データはBUNNyS（強化人間人格OS）の開発に活かされている。また、「万能化換装システム」の開発と実験を主眼に置いていたともいわれる。
ジャミトフが暗殺されたあと、本部隊を率いるトリスタンはパプティマス・シロッコによるティターンズ掌握に反発し、これに同調するティターンズ派閥を束ねて多数の戦力を手中に収め、TR兵器による地球への核攻撃の命令に従わず火星に落ち延びる。このことが、ティターンズ敗北の一因となったともいわれる。
なお、保有していたガンダムTR-6［ウーンドウォート］やジム・クゥエルは、火星でレジオンに奪われたあとも漆黒の部隊カラーのままで運用されている（マーキングのみ変更）。

## 登場人物

### 0089年
0089年にも登場するが、おもに0091年で活躍する人物については0091年を参照。

#### レジオン（0089年）
グロリア・ザビ
レジオン副総裁。三つ編みで、眼鏡をかけている。アリシアの姉妹とされる強化人間だが、クローンであるかは明言されていない（ダイアナは「グロリア姉さん」とシンシア同様に呼んでいる）。アリシアの思想に心酔しており、「繭入り」と呼ばれる月に一度のアリシアの休息時には代わってレジオンの指揮を執る。
フェンリス・ヴォルフ小隊にクインリィのユニットを破壊された際には眼鏡のレンズにひびが入っているが、肉体的なダメージを受けた様子はない。火星降下作戦の首謀者であるチェスターJr.の機体を撃破せず行動不能にし、さらにみずからの采配によって大切な人たちを死なせたことを分からせ後悔させるため、ウーンドウォートのサイコブレードをもちいて戦死したPG部隊のヌマーシュらと会話をさせる。
0091年には、レジオン本拠地でアリシアらに「輝ける星」作戦を実況するが、アリシアの命令によりガンダムTR-6［フライルーII］で出撃、マーキュリーのサイコガンダムMk-IIと単騎で交戦するも敗れる（生死は不明）。なお、同じ風貌および衣装でアリス親衛隊所属の「アリシアの8番目の姉妹」を自称する少女がゴルドマンとともに車でアルカディア最古のバンチを視察しているが、グロリアとの関係は不明。

#### ジオンマーズ（0089年）
チェスターJr.
レジオン建国戦争後のジオンマーズ総司令アウトロー・チェスターの息子で、次期リーダー候補でもある少年（ただし、父には「半人前」と呼ばれている）。
武者修行の一環として、アクシズ（ネオ・ジオン）への加勢のためにサダラーン級機動戦艦「ミダラーン」を旗艦とする地球派遣艦隊（チェスター宇宙艦隊）の提督として地球圏へと向かうが、到着時にはネオ・ジオンで内紛が発生しており、巻き込まれることを嫌って帰還。しかし、移民船団と合流して戻った火星は取るに足りないゲリラ勢力であったはずのレジオンに支配されており、降下作戦を強行。ゲルググIIIに搭乗し、先頭に立って戦う。若さゆえの無鉄砲さでグロリアの降伏勧告を無視した結果、自分を除く艦隊のすべてを失い、「特別な存在」であったヌマーシュをも死なせてしまう。
0091年には移民たちとともにオリンポス火山火口基地で過酷な強制労働をしいられているが、「輝ける星」作戦終盤で部隊を編成して蜂起し、父チェスターとの合流を図る。その際の演説で「俺たちこそが火星の法になる」と宣言し、隊員から「ローチェスター（法のチェスター）」と呼ばれる。作業用に改造されたバイアランに搭乗し、寝返ったネオ・ジオン残党と交戦する。

#### ネオ・ジオン残党
ムンスキー
一年戦争からジオン公国軍に所属し、アクシズでもそれなりの地位に就いていたベテラン士官。みずからの利を第一の行動原理とする。
第一次ネオ・ジオン抗争の際に強化人間部隊の隊長を務めるが、ネオ・ジオン軍内で内紛が起こると部隊とともにチェスター艦隊と合流し、火星に向かう。ジオンマーズとレジオンのいずれか勝つ側に組みしようとするが、とりあえずチェスター艦隊の戦力として自軍の兵力を提供し、ヌマーシュのビグ・ザムールの護衛と監視のために専用のリーベン・ヴォルフ・カスタムに搭乗して出撃する。チェスターJr.に自分が火星の「法」になればよいと焚きつけるが、切り札であったPG部隊のフェンリス・ヴォルフ小隊を全滅させたグロリアの「ガンダム」の強大さと、「エレノア」という正体不明の存在から、グロリアの降伏勧告を「潮時」と判断し、チェスターJr.に降伏するよう説得する。しかし聞き入れられなかったために見限り、エレノアの砲撃直前にみずからの艦隊を上昇させてことなきを得る。手土産を失った恨み節を生き残ったチェスターJr.に吐き、レジオンに降伏する。
0091年にはオリンポス山にあるレジオン本拠地の基地防衛特別部隊における艦隊司令の座にあり、「輝ける星」作戦の際には新生PG部隊を率いてかつての味方であったチェスターJr.部隊を攻撃する。
ヌマーシュ
強化人間で構成されるPG（サイコ・ガールズ）部隊（PP（パワー・サイコ）部隊とも呼ばれる）の一員。同隊の隊員はアクシズの開拓に従事した両親を事故で失った孤児であり、ムンスキーに引き取られ育てられる（ムンスキーを親として従うよう刷り込みがされているともいわれる）。肉体的・精神的強化と、強力なニュータイプ能力を付与される一方で、精神的な幼さを残している。
MAビグ・ザムールに搭乗し、火星降下作戦の先陣を切る。チェスターJr.が語る、火星での人間味あふれる生活に憧れをもっており、そのため早く火星に降りたい一心で独断専行する。エレノアの砲撃時にはチェスターJr.の盾となり、戦死する。
ストンリィ、カイロード、ミーア
PG部隊の隊員。ストンリィ（「ストンリー」とも表記）を隊長として小隊を組み、フェンリス・ヴォルフに搭乗して出撃。連携攻撃でクインリィの破壊に成功するも、新たな装備に換装したウーンドウォートの反撃によりカイロード機は撃破され、その後小隊は全滅する。
なお、0091年にはレジオンのクローン技術によって再生された「新生PG部隊」が編成されており、「輝ける星」作戦の際にはハイザック飛行型に搭乗する。乗機のみで隊員自体は登場しない。

#### 民間人（0089年）
ゴルドマン
宇宙環境の向上を目的とするNGO「O機関」に所属する男性。温厚な性格で、火星への輸送船に乗り合わせ、自分たちのパンを盗もうとした移民のノッコに飴を与える。当時は珍しい紙製の本（娘からのプレゼントで、題名は『火星の砂』）を持っているが、フォボス宇宙港でこれを紛失して探しに戻ったため、搭乗予定の軍のシャトルではなく後送の移民用のシャトルに乗り込み、命拾いする。
0091年にはふたたび火星を訪れてアルカディア最古のバンチを視察し、住民の子供たちにO機関製の飴を与えている。
カッパード
ゴルドマンの同僚だが、移民を「侵略者」と断じ、冷たい態度をとる。「鬼ニョーボ」がいるが、火星での「火遊び」を楽しみにしている。フォボス宇宙港から予定通り軍のシャトルに搭乗するが、シャトルが原因不明の爆発を起こし、死亡。
フレッド
ゴルドマンと同じ輸送船に乗り合わせた女性だが、一人称は「僕」。「ですねェ」などと語尾を伸ばすのが口癖。火星へは数回行っており、ゴルドマンと似たような仕事であると語っているが、詳細は不明。ゴルドマンの本の探索に同行したため移民用のシャトルに搭乗するが、軍のシャトルにはレジオン政府直々の発注品として積荷を搬入させており、爆発を予見していたような笑みを浮かべている。
0091年にはSSDのヴァルハラ博士のクローンであることが明かされ、同じ出自をもつマーキュリーに博士から預かった新型のBUNNySのディスクを届ける。その後レジオン本拠地に招かれ、アリシアとともに「輝ける星」作戦を観戦する。
ノッコ
地球から母と弟とともに移民として火星への輸送船に搭乗する少女。母によれば、父親が「人狩り」に遭い、命からがら逃げてきたとのこと。フォボス宇宙港の医務室でゴルドマンの本を拾い、届ける。民間人の登場人物で唯一、エレノアの歌と呼びかけを「受信」する。

### 0091年

#### レジオン（0091年）
アリシア・ザビ
レジオン総帥で、ザビ家の末裔とされる少女。太腿まで伸びる長髪をリボンで結んでいる。許婚であったオメガに逃げられたことから、これ以上誰も逃げられないよう火星を飛行禁止とし、火星を争いのない中立で平和な「本当のジオン」「女の楽園」にしようとする。「インレの翼」という強大な戦力を保有しながら、地球圏のネオ・ジオン軍に与しようとはせず、オリンポス山の火山の熱源と北極の氷河の水源を繋いて工業力にするという高い技術力を必要とする問題を「インレの翼」をもって実現させる。その一方で、地球圏で行き場を失い火星にやってきた移民たちを半強制的に使役している。アリス親衛隊からは「大姉様」と呼ばれる。
宇宙世紀0091年にはリハイゼに搭乗する。ダイアナに対しては「うさぎ狩り」の失敗において暴行を加えたり、シンシアより価値を見出したりと愛憎半ばな態度をとる。「輝ける星」作戦の際にはレジオン本拠地のモニターで、招待したフレッド（クローン元のヴァルハラ博士とは面識がある様子）とともにその戦いを観戦する。序盤は余裕の笑みを見せるが、戦況の悪化によって次第に余裕がなくなり、グロリアが敗れた際には激昂し、多数のクローンを引き連れてリハイゼで出撃、マーキュリーのサイコガンダムMk-IIを数でねじ伏せる。しかし、ダイアナとエレノアの裏切りによって本拠地は崩壊する。
バーバラ
コールドスリープカプセルのみ登場。"BARBARA" と名前が記されているが、カプセルのカバーは粉々になっている。彼女（"B" と呼ばれる）を目覚めさせたためにオメガが火星を去ったことがカロンによって語られる。また、レジオン建国戦争の回想シーンではフルドドIIに搭乗し、同機を介してファイバーIIユニットと合体したハイゼンスレイIIをアリシアとオメガのもとに届ける。なお、当時はアリシアの腹心であったとされる。
シンシア
アリス親衛隊のリーダーで、アリシアの3番目のクローン。前髪をヘアピンで留めている。「インレの翼」のパイロット候補で、好戦的で独善的な性格。レジオンの次期副総帥の座を狙っている。ダイアナの脱走騒ぎの際には、経緯は不明だが彼女も酒場「トライステラー」におり、無理矢理バニーガールの格好と化粧をさせられ、トラウマとなっている。「輝ける星」作戦の際、アルカディア旧市街地で蜂起したティターンズ残党のアーリー・ヘイズルに掴まれるが脱出し、キハールIIに搭乗してティターンズ残党のMSと一緒に「前から気に入らなかった」旧市街地を爆撃する。
0089年には、フォボス宇宙港を突破したチェスター宇宙艦隊を迎撃しようと、地上基地で自機のTR-6をキハールIIからフライルーIIに換装するよう命じるが、ダイアナらに引き留められる。
ダイアナ
アリス親衛隊唯一の男性。キハールIIの4番機に搭乗。「インレの翼」のパイロット候補であるが（ただし、そのことは知らされていない）、シンシアとは正反対に闘争心が薄く、また他人に対し慈悲深い面をもつ。火星から宇宙に出ることを望んでいる。
男性であることから、ほかの親衛隊員との連携がとれず思い悩むが、ホシマルらティターンズ残党の男性との出会いにより自信を取り戻す。その後、基地を脱走してホシマルたちのいる酒場「トライステラー」に行き、女装してバニーガールの格好で店員たちと踊り明かすが、捜索部隊によって連れ戻され、記憶を消されて再調整される。なお、乗機は（バーザムIIのコアとして）ウェンディに譲られている。
「輝ける星」作戦の際に、生体ユニットとして修理が完了した「インレの翼」のコア・ユニットに組み込まれ、起動に成功するが（この際一度だけ「ダイアナ・ザビ」を名乗っている）、カロンが命令を聞かない技術員を射殺した際に浴びた返り血を見て暴走、敵味方構わず攻撃をかける。ホシマルのアーリー・ヘイズルが「インレの翼」のブレード・アンテナに触れることで精神感応が発生し、そこで説得されることにより正気と記憶を取り戻し、反乱軍側につくとともに、エレノアとも分かり合い味方につける。
0089年には、アリシアに無断で出撃しようとするシンシアをたしなめる。
エレノア
アリシアのクローンのひとりで、同名の監視衛星の生体ユニットとなっている。地上に降りられないため、グロリア（の思念体）の地上での記憶の共有をおこなっている。
また、火星の子供たちとも精神感応をおこない、子供たちの願いが「火星は火星の人のもの」であることを理解しており、「輝ける星」作戦終盤にはダイアナとも分かり合いレジオン側を攻撃し、大損害を与える。
フェリシア
アリス親衛隊のひとり。「輝ける星」作戦の際にはカロンを無視してインレ建造秘密基地を防衛する艦隊の指揮を執り、搭乗するキハールIIで上空から敵の位置情報を送る。ジオンマーズMS隊隊長のコルト機を撃破するが、直後のホシマルとツキモリの連携によって撃破される。
オメガ・ザビ
回想にのみ登場。作中では「オメガ」とのみ呼ばれているが、『A.O.Z Re-Boot』でフルネームが明らかにされた。かつてのレジオンの首領であり、アリシアと同様にザビ家の遺伝子で生まれたとされる。アリシアと婚約するが、レジオン建国後に運命に縛られるのを嫌い、レジオン中核部隊とともに装備を奪取して火星から艦隊ごと離脱し（オメガ逃亡事件）、シャア・アズナブルの決起が噂される地球へ向かっている。
カロン
レジオン参謀。もともとオメガの部下であり、アリシアにも従うものの意見の相違がみられる。ティターンズ残党と内通しており、レジオン側の情報を流し、「インレの翼」で地球圏に攻め込みオメガやシャアと合流することを画策する。
0089年には、出撃しようとするシンシアに対し、アリシアの許可なしに宇宙に上がることは許されないと説明するが、シンシアの怒りを買い胸ぐらを掴まれる。
マリナ
元ティターンズの設計技術者で、その技術はTR計画にも転用されている。パプテマス・シロッコのもとでMSの設計に携わった経歴をもち、彼を尊敬するとともに自分も同じ天才であると自負している。トリスタンらとともに火星に逃亡、その後は技師長としてレジオンにおいて重要な立場にあるが、アリシアや親衛隊ら「小娘」にこき使われることに不満で、ぶつぶつと文句を言う。また、人類の生存権のすべてを繋ぐ技術者ネットワーク「エフラファ」の一員でもある。語尾に「でしゅ」「ましゅ」を付けるのが口癖で、常にハロを持ち歩き、端末として使用している。シャルルには兄と慕われている。
「輝ける星」作戦の際にはアルカディア旧市街地の排気塔の修理をおこなっており、ティターンズ残党の毒ガス騒ぎや武装蜂起に巻き込まれる。倒れたアーリー・ヘイズルを奪取し、ハロのサポートによる操縦でひとりだけ脱出しようとするが、成り行きからレジオン兵のハイザックと協力して閉鎖された隔壁を開け、多数の旧市街地住民を避難させることに成功する。レジオン兵からは「英雄マリナー」（名前を聞き間違えられている）と讃えられる。
0089年には、フォボス宇宙港でグロリアのTR-6のクインリィへの換装と、駐留部隊のフレア・ユニット換装を命じられ、ぶつぶつと文句を言う。クインリィが破壊されたあと、残されたフレア・ユニットを繋ぎ合わせて「フルドド・フレア」を作り上げ、ひとりだけで脱出しようとするが発見され、結局残された同胞たちも乗せることとなる。
ウェンディ
女性士官。祖母は宇宙世紀開始とともに火星に移住。内乱で孤児となるが、ジオンマーズから火星を取り戻してくれたアリシアを崇拝しており、常に写真を持ち歩いている。パイプライン事故では処理班を率いてリバウンド・ドックに搭乗する。その際の功績により特務部隊のMS隊隊長に昇格、アリシアから直々にバーザムIIを受領する。
モス
旧ジオン公国軍残党の老パイロットで、ギレン・ザビ総帥の演説の際に「輝ける星」（心の中に光る星）を見たという。しかし、ソーラ・レイの照射に巻き込まれて片目を失明しており、ゴーグルを着けている。
ローザックに搭乗し、パイプライン事故の処理班に加わるが、パイプの割れ目から漏れ出すガスによって全身に凍傷を負う。ダイアナが素肌で温めることによりいったん意識を取り戻すが、ダイアナの姿に「輝ける星」を見ながら息を引き取る。
アーチャー
特務部隊長官の女性で、「輝ける星」作戦の際には工業プラントの護衛任務に就いている。ジオンマーズに夫と子供を殺されており、チェスターを恨んでいる。

#### ティターンズ残党
トリスタン
残党のリーダーで、「船長」と呼ばれる。アルカディア最古の居住ブロックにアジトを構え、裏社会を牛耳る。「輝ける星」作戦ではアーリー・ヘイズルに搭乗し、10月17日に単機で居住ブロックから蜂起し、シンシアを拘束する。
グリプス戦役では、特務大佐として秘密特殊部隊「ブラックヘアーズ」を率いて組織の暗部に関わる非道な任務を遂行している。TR計画の発起人のひとりでもあり、設立時から深く関わっている。
連載当初は「トリスタ」「サンスタ」と呼ばれていた。
ミズノ
クローンの強化人間の女性で、クローン元の記憶（本人曰く「ニセモノの記憶」）をもつ。ホシマル以外には別名のマーキュリーで呼ばれることが多い。昼間はシスターを装ってアルカディアの孤児院で子供たちの面倒を見、夜はコロンブス級補給艦を利用した酒場「トライステラー」の経営者兼ウェイトレスとして働く。その美貌を活かしスパイとして情報収集もおこなっており、ジオンマーズ、レジオン、SSDにも内通している。
「輝ける星」作戦では連絡役を務めるが、終盤でSSDのヴァルハラ博士のクローンであることが明かされる。オリンポス山火口基地でチェスターJr.部隊が蜂起した際に奪取したサイコガンダムMk-II（作業用重機に改修済み）にBUNNySおよび疑似人格コンピューター・システムと戦闘プログラムをインストールし、みずからが命を賭けてBUNNySの憑代として搭乗することで、巨体とは思えぬ運動性を発揮。新生PG部隊やグロリアの［フライルーII］をも撃破するが、アリシア率いる部隊の数に物を言わせた一斉射により沈黙する。しかし、味方となったエレノアの砲撃により一命を取り留める。
ホシマル
「凄腕」を自称する元MSパイロット。酒場「トライステラー」ではドリンクを担当するが、トイレの水で薄めたり、工業用アルコールでかさ増ししたりしている。地球に残した自称「彼女」の写真を常に持ち歩き、地球に帰ることを望む。直情型で短気な性格だが、ガンダムの「ニセモノ」であるアーリー・ヘイズルを本物に変えてみせると豪語したり、「輝ける星」作戦で死を覚悟する隊員たちに生きて帰るよう説得するなど、熱血漢でもある。
「輝ける星」作戦ではズサブースター・マリンタイプを装備したアーリー・ヘイズルに搭乗し、ジオンマーズの水中部隊との共同作戦に参加する。終盤でグロリアを説得して「インレの翼」の奪還に成功するが、直後にツキモリの思念体から自分がトリスタンのクローン強化人間であること、同作戦の切り札であること（インレにはあらかじめTR計画の中心人物であるトリスタンを認識して起動するような仕掛けがほどこされていた）を知らされる。
連載当初は「星浦」と呼ばれていた。
ツキモリ
ミズノらと同じくクローンの強化人間で、クローン元は「OVER THE MIND計画」の被検体「3号」と同一であるとも、TR計画の発起人の3博士のひとりであるともいわれる。クローン元の記憶ではミズノ（のクローン元であるヴァルハラ博士）と恋人同士であったという。マッシュルームカットの中性的な容貌で、酒場「トライステラー」では女装してウェイトレスとして働く。常に冷静で皮肉屋、敬語で話す。また、インレにある程度近づけばシンクロできる能力をもつ。「輝ける星」作戦ではヘリオス・マリナーに搭乗し、ホシマルとともにジオンマーズの水中部隊との共同作戦に参加するが、その真の任務はホシマルをインレに接触させるまでの護衛であった。終盤に「インレの翼」を止めようとした際にクロー・アームでコックピットを貫かれ戦死するが、思念体となりホシマルにトリスタンのクローンであること、インレのメモリーがあれば必ずまた会えることなどを伝える。
連載当初は「月田」または「森月」と呼ばれていた。
ドナルド
「輝ける星」作戦を抜け駆けし、レジオンに参加してノン－ブラビに搭乗しパイプライン事故の処理班に同行するが、ウェンディによって事故の実行犯に仕立て上げられ、救援に駆け付けたシンシアに拘束される。8月6日に「うさぎ狩り」の刑に処され、トリスタンが用意したジム・クゥエルに搭乗し、交戦するアリス親衛隊の中からダイアナ機を人質にとるものの、リハイゼのトライブレードにより敗れる。そこで戦死したと思われていたが、事前にミズノから受け取っていた薬を服用することで生き延びており、ミズノが稼いだ金を孤児院に届け、孤児たちを連れて行く役目を引き受ける。
容貌や、ミズノが名前を「ベル……」と言いかけたり、ヘルメットに "M" をあしらったエンブレムが描かれているなど、『機動戦士ガンダム0083 STARDUST MEMORY』に登場するベルナルド・モンシアと同一人物であることを示唆する描写が多い。また『A.O.Z Re-Boot』では、デラーズ紛争でジム・カスタムを愛機としていたとされる。
アポロ
チーフ・メカニックで、「親父」「爺さん」と呼ばれる。「輝ける星」作戦に際し、ジム・クゥエルにガンダム・ヘッドを取り付けアーリー・ヘイズルに改修するが、作戦には参加せず火星で天寿を全うすることを決意する。
ニール
ホシマルの先輩に当たる。「輝ける星」作戦でホシマルらとともにジオンマーズに配属され、ガ・ゾウムマリンタイプを借りて出撃する。功をあせってインレ建造秘密基地を防衛するグラン・ザンドレル級陸上戦艦を狙撃しようとするが、敵艦は上空のフェリシアから位置情報を得ていたため、逆に艦砲射撃を受け撃破される。

#### ジオンマーズ（0091年）
アウトロー・チェスター
ジオンマーズの総司令官。一年戦争ではキマイラ隊に所属し、ゲルググ系MSに搭乗していた。
0089年にも登場し、火星圏に帰還した息子のチェスターJr.率いる地球派遣艦隊に対し、地上からなんとか連絡を取ろうとする。
コルト
「猛牛」の異名を持つインレ奪回部隊の隊長。サンド・アングラー級潜地艦3番艦「フォートアパッチ」所属。ノーマルスーツのヘルメットには、2本の「角」があしらわれている。
「輝ける星」作戦に際し配属されたティターンズ残党のホシマルがジオンの悪態をつくのを聞き、乗機のガ・ゾウムマリンタイプのクローを向けて威嚇するが、フォートアパッチの艦長に止められる。その後お互い「ガキ共」「オッサン」と呼び合いながらも和解し、出撃前に食事をともにする。一方で、ジオンマーズの少年兵たちには「おっちゃん」と呼ばれ懐かれている。フェリシア機との交戦で機体を両断され、戦死。
パイソン
ガ・ゾウムマリンタイプのパイロット。出撃前にホシマルと殴り合いの喧嘩をするが、すぐに打ち解け意気投合する。「生粋の火星人」であり、もともとティターンズに対して憎しみの感情はない。「インレの翼」の攻撃により機体を損傷するが、一命は取り留めている。

#### SSD
ヴァルハラ
TR計画の発起人のひとりで、ガンダムTR-6開発チームの中核でもある。「ヴァルハラ博士」または単に「博士」と呼ばれることが多い。「輝ける星」作戦の黒幕的存在であり、みずからのクローンであるマーキュリーやフレッドを火星に送り込み、「インレの翼」奪還を目指す。

#### 民間人（0091年）
シャルル
アルカディアで暮らす戦災孤児たちのリーダー。亡くなった父親を戦犯扱いするレジオンを憎んでいる。マリナからは「シャル坊」と呼ばれる。
「輝ける星」作戦の際には仲間とともにティターンズ残党に協力し、市街地で「ティターンズのガスが来る」と騒ぎ立てて混乱をあおる。マリナとともにアーリー・ヘイズルに搭乗し、ハイザックのレジオン兵に旧市街地の住民を助けるよう説得する。
テデスコ
孤児のひとり。体が石化してゆく火星の風土病を患っており、孤児院で寝たきりの状態である。絵を描くのが得意。

### 0150年代

#### 民間人(0150年代)
序章の第0話ほかに登場。火星都市マリナーシティにある学校のクラスのひとつが舞台で、生徒として本編の登場人物と名前や容姿が同じ人物も登場するが、関連は不明（ただしバルヲ先生が、生徒たちが強化人間であることをほのめかす場面がある）。
ホシマル
10日後に控えたマリナーシティの「再起動祭」のパレード衣装の選定で、ティターンズの制服を推薦する。連載時には「星丸」と表記されていた。
カーバイン
パレード衣装の選定で女子生徒たちとともにジオン公国軍のノーマルスーツを推薦し、ホシマルと対立する。
ツキモリ
頭はいいが、ロボットみたいに何を考えているか分からないことから、多くの生徒からは「ガンダム君」のあだ名で呼ばれる。ティターンズを「悪」と決めつけることに異を唱える。連載時には「月森」と表記されていた。
バルヲ
クラスの先生で、オネエ言葉を話す。独身。生徒曰く、宇宙世紀の歴史の話になると「暴走モード」になる。歴史の授業の体裁で本編の語り部役になることもある。連載時には「水野」という名前で、再登場時には「バルオ」と表記。
オバラ
単行本化の際に第0話に加筆され登場する女子生徒。「サボりのオバラ」と呼ばれ、パレード衣装選定のホームルームもサボっていたが、ツキモリに気がある様子で、ホシマルとカーバインらの板挟みに遭うツキモリを助けようとする。子分の女子生徒がひとりいる。
マリリン
名前のみ登場。女子生徒から火星の「再起の英雄」と呼ばれ、バルヲ先生に話をねだる。

## 書誌情報
1. 2018年12月27日発売、ISBN 978-4-04-912225-1
2. 2019年5月27日発売、ISBN 978-4-04-912510-8
3. 2019年8月30日発売、ISBN 978-4-04-912812-3
4. 2019年12月28日発売、ISBN 978-4-04-912950-2
5. 2020年6月26日発売、ISBN 978-4-04-913181-9
6. 2021年6月29日発売、ISBN 978-4-04-913762-0

第1巻には、『ガンダムエース』2003年7月号に掲載された、本作の前日譚に当たる藤岡の短編漫画「OVER THE MIND」が収録された。